# Mustangs FC
 (mars 2021).
Mustangs FC est une série télévisée dramatique australienne créée et produite par Amanda Higgs et Rachel Davis, et diffusée depuis le 11 octobre 2017 sur le service ABC Me.
En France, la série est diffusée depuis juin 2019 sur Télétoon+. Elle reste inédite dans les autres pays francophones.

## Synopsis
La série se déroule dans la banlieue australienne et se concentre sur le Mustangs FC, une équipe de football composée uniquement de filles, et sur le personnage de Mattana, Marnie, qui vit avec sa mère, Jen, le petit ami de sa mère, Kev, et la fille de Kev, Lara, ainsi que sur les amis et les coéquipières de Marnie. Lancée lors de la Journée internationale de la fille en 2017, la série explore les relations entre les membres de l'équipe et la lutte pour être prise au sérieux en tant qu'équipe exclusivement féminine.

## Distribution

### Acteurs principaux
- Emmanuelle Mattana (VF : Clara Soares) : Marnie
- Ashleigh Marshall (VF : Emmylou Homs) : Liv
- Gemma Chua-Tran : Anusha
- Molly Broadstock : Bella
- Céline Ajobong (VF : Corinne Wellong) : Ruby
- Monique Heath (VF : Leslie Lipkins) : Lara
- Natasha Pearson (VF : Zina Khakhoulia) : Michaela
- Pia Miranda (en) : Jen
- Stephen Hall (VF : Emmanuel Lemire) : Kev
- Jacek Koman : Danny
- Xavier West (VF : Alexis Gilot) : Gabe
- Celia Pacquola (en) (VF : Natacha Muller) : narratrice
- Tommy Little (en) (VF : Valéry Schatz) : le manager

### Acteurs récurrents et invités
- Martha Berhane (VF : Elsa Bougerie) : Freya
- Hayet Dabbouss : Hanifa
- Tara Jakubowskij : Saule
- Lottie Van Vijick (VF : Lou Viguier) : Minnie
- Chelsea Ford (VF : Lou Viguier) : Magda
- Georgia Kirby : Trinité
- Jessica Faulkner (VF : Lou Viguier) : Madison
- Christie Whelan (en) (VF : Audrey Sourdive) : Terry
- Fiona Choi (en) (VF : Claire Beaudoin) : Cindy
- Mike McLeish : Sam
- Catherine Glavicic (VF : Ghislaine Ouvrard) : Alicia
- Luc Christopoulos (VF : Baptiste Mège) : Tom
- Ellmir Asipi (VF : Nicolas Duquenoy) : Hamet
- Clare Chihambakwe (VF : Cléo Anton) : Michelle
- Sophie Ashdowne (VF : Lou Viguier) : Summah
- Mitchell Lockhart : Miles
- Phoenix Raei : Lachy
- Rhett Shreuder : Jasper
- Tharanya Tharan (VF : Flora Kaprielian) : Zee
- Miah Grace Madden (VF : Lou Viguier) : Jas
- Imogen Lamble : Georgie

Version française
- Société de doublage : Audi'Art Dub
- Directeur artistique : Ivana Coppola

## Fiche technique
- Titre original : Mustang FC
- Création :Amanda Higgs, Rachel Davis[4]
- Réalisation : Banques Fiona[5], Roger Hodgman[6], Tori Garrett[7], Corrie Chen[8], Ana Kokkinos[9],
- Scénario : Kirsty Fisher[10], Alix Beane[11], Jonathan Gavin[12], Rae Earl[13], Shanti Gudgeon[14], Warren Clarke[5], Magda Wozniak[15],
- Production : Debbie Lee (producteur exécutif), Rachel Davis, Amanda Higgs
- Société de distribution : Production télévisuelle internationale NBCUniversal
- Société de production : Matchbox Pictures
- Pays d'origine :   Australie
- Nombre d'épisodes : 39 (3 saisons)
- Durée : 22 minutes
- Genre : Drame et sport
- Date de première diffusion : 11 octobre 2017 (Australie), juin 2019 (France)
- Classification : Adultes (en octobre 2017), tous publics (depuis 2019)

## Réception
Common Sens média lui accorde une note de 8 sur 10.

## Liste des épisodes
| saisons | nombre d'épisodes , | début de saison (original) | fin de saison (originale) |
| ------- | ------------------- | -------------------------- | ------------------------- |
| 1       | 13                  | 11 octobre 2017            | 23 octobre 2017           |
| 2       | 13                  | 1er janvier 2020           | 16 janvier 2020           |
| 3       | 13                  | 30 avril 2020              |                           |

### Saison 1 (2017)
1. L'équipe de Marnie (Goals)
2. Les clés de la victoire (Like A Boss)
3. Une question de taille (Can't Even)
4. La vengeance en crampons (Game Changer)
5. La guerre froide  (Girl Crush)
6. Premier baiser (OTP)
7. La chanson des Mustangs (Kick Like A Girl)
8. Trahison ou pas ? (Oh Em Gee)
9. Être ou paraître  (Flawless)
10. Être la meilleure (RUOK?)
11. Le droit à l'erreur  (The Feels)
12. La finale (Slay)
13. Une question d'honneur (Mustangs Forever)

### Saison 2 (2019)
1. La coupe Wattle (Wake Up Call)
2. Un nouveau départ (Shake Up Call)
3. Remises en question (Get Real)
4. Une histoire de confiance (The Doubt Worm)
5. Pas de pression  (No Pressure)
6. Pause et on reprend (Pity Party)
7. Synchrones (In Sync)
8. La quête de Liv (You Do You)
9. Paillettes  (Sparkly Girls)
10. Sept minutes et demie (Seven and Half Minutes)
11. Lutter pour Ruby (Step Up)
12. Le grand jour (Nailbiter)
13. Mustangs pour toujours  (Hoof Five!)[18]

### Saison 3 (2020)
1. Titre inconnu (Hurly Burly)
2. Titre inconnu (Level Up)
3. Titre inconnu (Obsessed)
4. Titre inconnu (Dress is More)
5. Titre inconnu (Roll With It)
6. Titre inconnu (We Stand)
7. Titre inconnu (State Moves)
8. Titre inconnu (C is For Complete)
9. Titre inconnu (Spikey Words)
10. Titre inconnu (The Crossroads)
11. Titre inconnu (I See You)
12. Titre inconnu (In The Struggle, There's Joy)
13. Titre inconnu (Mustangs Forever and Ever)

## Récompenses et nominations
- une nomination au prix AACTA pour la meilleure série télévisée pour enfants[19]